# الهيئة القومية لضمان جودة التعليم والاعتماد (مصر)
الهيئة القومية لضمان جودة التعليم والاعتماد هي هيئة حكومية مصرية ذات شخصية اعتبارية تتبع رئيس مجلس الوزراء، أنشأت طبقاً للقانون رقم 82 لسنة 2006. وأصدرت لائحتها التنفيذية طبقا لقرار رئيس الجمهورية رقم 25 لسنة 2007، وهي إحدى الركائز الرئيسية للخطة القومية لإصلاح التعليم في مصر، وذلك باعتبارها الجهة المسئولة عن نشر ثقافة الجودة في المؤسسات التعليمية والمجتمع، وعن تنمية المعايير القومية التي تتواكب مع المعايير القياسية الدولية لإعادة هيكلة المؤسسات التعليمية وتحسين جودة عملياتها ومخرجاتها على النحو الذي يؤدى إلى كسب ثقة المجتمع فيها، وزيادة قدراتها التنافسية محلياً ودولياً، وخدمة أغراض التنمية المستدامة في مصر.

## الأهداف
تسعى الهيئة إلى التطوير المستمر للتعليم وضمان جودته وفقا لمجموعة من المبادئ والقيم التي تؤكد الشفافية والموضوعية والعدالة والحرص على معاونة المؤسسات التعليمية على توفيق أوضاعها وتحسين أدائها الكلى للتأهل والحصول على الاعتماد. إن الهيئة لا تعتبر جهة رقابية، بل هي جهة اعتماد للمؤسسات التعليمية التي تتمكن من تحقيق متطلبات المعايير القومية، ومن ثم فإنها تحرص على تقديم كافة أشكال التوجيه والإرشاد والدعم لهذه المؤسسات بما يساعدها على التحسين المستمر لجودة مخرجاتها من خلال آليات موضوعية وواقعية للتقويم الذاتي والاعتماد. ولتحقيق ما سبق تحرص الهيئة على توفير ونشر المعلومات الكافية والدقيقة والتي يمكن أن تساعد المؤسسات التعليمية على التقويم الذاتي، ومن ثم اتخاذ الخطوات اللازمة للتقدم والحصول على الاعتماد.:م1

## وصلات خارجية
- الموقع الرسمي للهيئة.
- الصفحة الرسمية للهيئة على موقع فيس بوك.